# Pokémon the Movie: Volcanion and the Mechanical Marvel
Pokémon the Movie: Volcanion and the Mechanical Marvel (ポケモン・ザ・ムービーXY&Z ボルケニオンと機巧のマギアナ, Pokemon Za Mūbī XY&Z borukenion to karakuri no magiana, lit. "Pokémon O Filme: Volcanion e a Maravilha Mecânica") é um filme japonês de animé realizado por Kunihiko Yuyama. É o décimo nono filme da franquia homónima e o terceiro da série XY. Foi lançado nos cinemas japoneses a 16 de julho de 2016.

## Enredo
Conforme Ash e seus amigos continuam sua jornada, Volcanion cai do céu na frente deles. O objetivo de Volcanion é recuperar Magearna, que foi sequestrada pelo "Reino Azoth", uma cidade de super máquinas. No entanto, Volcanion e Ash tornaram-se ligados entre si por um estranho cinto magnético. Será que os dois conseguirão trabalhar juntos e salvar Magearna?

## Elenco
| Personagem            | Japão              | Estados Unidos         | Brasil              | Portugal          |
| --------------------- | ------------------ | ---------------------- | ------------------- | ----------------- |
| Satoshi (Ash Ketchum) | Rica Matsumoto     | Sarah Natochenny       | Charles Emmanuel    | Raquel Rosmaninho |
| Pikachu               | Ikue Ōtani         | Ikue Ōtani             | Ikue Ōtani          | Ikue Ōtani        |
| Serena                | Mayuki Makiguchi   | Haven Burton-Paschall  | Bruna Laynes        | Sissi Martins     |
| Citron (Clemont)      | Yūki Kaji          | Michael Liscio Jr.     | Yan Gesteira        | André Lourenço    |
| Eureka (Bonnie)       | Mariya Ise         | Alyson Leigh Rosenfeld | Luiza Cezar         | Vânia Pereira     |
| Musashi (Jessie)      | Megumi Hayashibara | Michele Knotz          | Flávia Saddy        | Raquel Rosmaninho |
| Kojirō (James)        | Shin-ichiro Miki   | Jimmy Zoppi            | Thiago Fagundes     | Pedro Mendonça    |
| Nyarth (Meowth)       | Inuko Inuyama      | Jimmy Zoppi            | Sérgio Stern        | Mário Santos      |
| Narrador              | Unshō Ishizuka     | Rodger Parsons         | José Augusto Sendim | Mário Santos      |

## Histórico de lançamento
| País           | Data de lançamento                                                  |
| -------------- | ------------------------------------------------------------------- |
| Japão          | 16 de julho de 2016                                                 |
| Estados Unidos | 5 de dezembro de 2016                                               |
| Brasil         | 16 de junho de 2017 (iTunes) 10 de agosto de 2017 (Cartoon Network) |
| Portugal       | 1 de outubro de 2017                                                |